# Nu Ophiuchi
Nu Ophiuchi (Yan, 64 Ophiuchi) é uma estrela na direção da constelação de Ophiuchus. Possui uma ascensão reta de 17h 59m 01.60s e uma declinação de −09° 46′ 24.1″. Sua magnitude aparente é igual a 3.32. Considerando sua distância de 153 anos-luz em relação à Terra, sua magnitude absoluta é igual a −0.03. Pertence à classe espectral K0III. Possui duas anãs marrons em sua órbita.